# 辛美沙
辛 美沙（しん みさ）は大阪府出身のアートマネージメント・ディレクター。

## 経歴
1993年にニューヨーク大学大学院ビジュアルアーツアドミニストレーション修士課程を修了。1990年から1999年にかけて、ニューヨークのバーバラ・グラッドストーン・ギャラリー、アジア・ソサイティーなどで研修。現代美術の分野におけるPR、マーケティング、およびファンドレイジングを専門とする会社リヴェー・ライカード社に勤務。1999年より拠点を東京に移し、アーティスト・イン・レジデンス、アーカスのディレクター、森美術館広報マネージャーおよびディベロップメント・マネージャーを経て独立。2005年にはアート・アドヴァイザリー・オフィスである株式会社Misa Shin & Co.を設立し、代表取締役を務める。2010年まで日本で最も大規模な美術品の見本市「アートフェア東京」のエグゼクティブ・ディレクターとしても活動している。また、東京芸術大学においてはアートアドミニストレーションの教鞭もとっている。

## 著書
- アート・インダストリー : 究極のコモディティーを求めて (美学出版、2008年)